# 山中のハリモミ純林

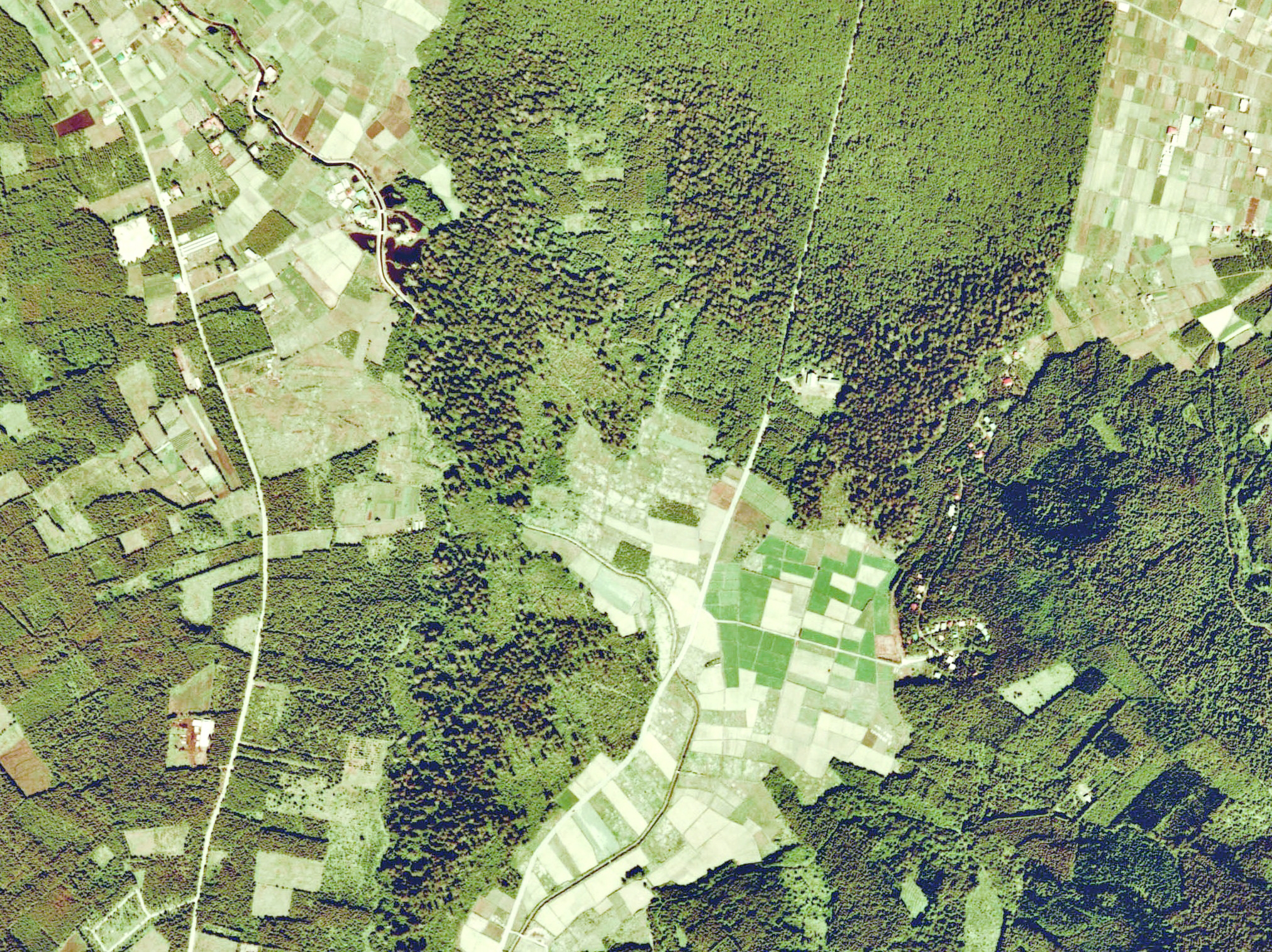
山中のハリモミ純林の空中写真
（1975年撮影）
画像中央上部（3か所）と下方の森林にある濃緑色の樹林帯がハリモミの純林である。

山中のハリモミ純林（やまなかのハリモミじゅんりん）は、山梨県南都留郡山中湖村にある日本固有種のトウヒ属であるハリモミ （Picea torano (P.polita)）の純林である。
総本数は約3万本。国の天然記念物に指定されている。

## 概要

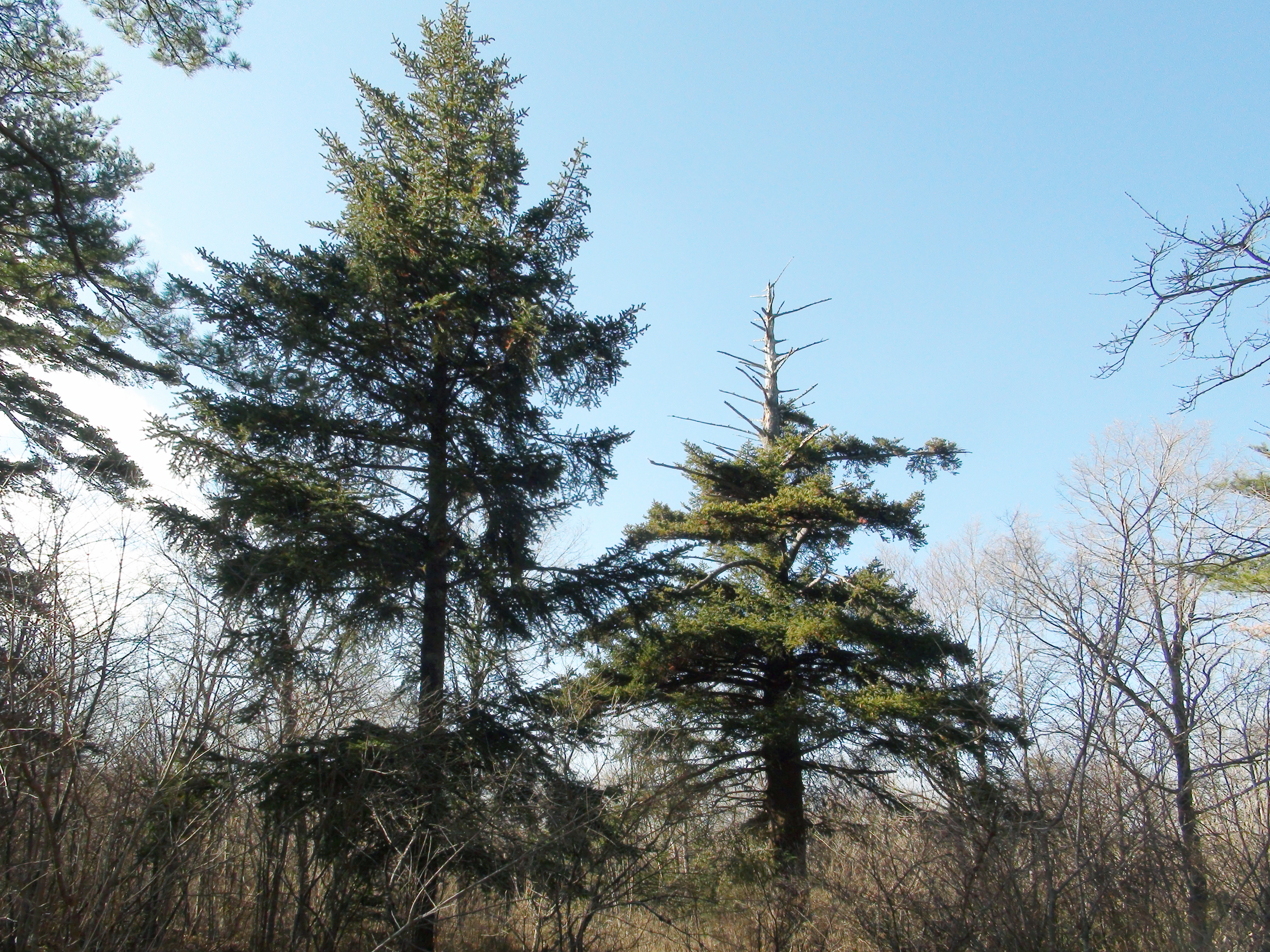
山中のハリモミ純林の一部（2012年12月20日撮影）

富士山の東北麓、山中湖から流れ出る桂川沿いの標高950メートル付近の平坦地に広がるハリモミの林で、天然記念物に指定されたエリアは数か所にまたがり合計面積は約57ヘクタールである。山中のハリモミは直径50センチ - 2メートル、樹高20 - 26メートルの高木が、ほぼ一様の発育を遂げた純林を形成しており、日本最大規模であると同時に日本固有種であるので、山中のハリモミ純林は世界で唯一の林である。
1916年（大正5年）、日本を訪れたアメリカの、ハーバード大学植物学者アーネスト・ヘンリー・ウィルソン（Ernest Henry Wilson）博士により日本国外に紹介されたことから、その価値が認められるようになり、1963年（昭和38年）1月18日に国の天然記念物の指定を受けた。

## 現状

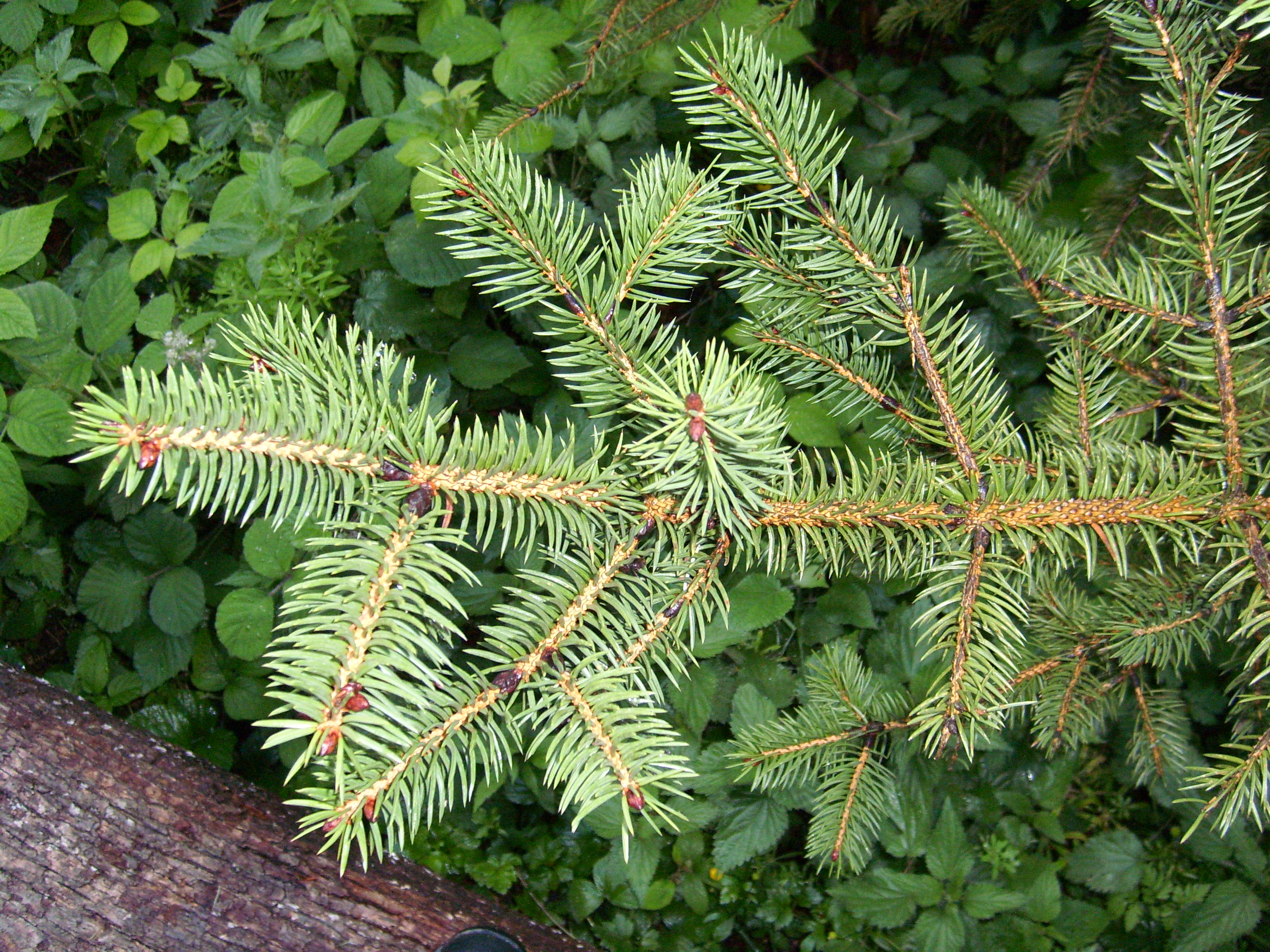
ハリモミの葉

山中のハリモミは、現在の樹相の大半が樹齢約250年ほどの一次林であるが近年、台風や山林火災などによる被害が著しく、ハリモミの倒れた跡地にコナラ、カエデ類の落葉樹、アケビ、ヤマブドウ等のつる植物の進入が激しくなり、ハリモミの再生状態が悪くなったため、進入した落葉樹やつる植物の除去など純林再生に向けた検討が行われ、2001年（平成13年）地元自治体の山中湖村は国から記念物指定域のハリモミ林の払い下げを受け、保全管理が進められてきた。
元々この純林一帯は徳川幕府の直轄地であり、少なくとも資料の残る1773年（安永2年）以前より村民が管理し、木材盗伐や山火事等の監視を続けていたが、明治初期の廃藩置県の際に国有地となっていた。前述した村への払い下げから10年後の2011年6月、純林（133.7ヘクタール）の一部（105.4ヘクタール）が、村民で構成される『山中浅間神社有地入会管理組合』に無償譲渡されることが村議会で決まり、廃藩置県から約150年ぶりに山中のハリモミ純林は村民のものとなった。

## 交通アクセス
所在地
- 山梨県南都留郡山中湖村内

交通
- 東富士五湖道路山中湖IC→車で約5分